# Bruno Bauer (architekt)
Bruno Bauer (30. listopadu 1880 Vídeň – 21. prosince 1938 Londýn) byl rakouský architekt.

## Život
Bruno Bauer pocházel z rodiny havlíčkobrodského továrníka Morice Bauera. Absolvoval humanitní gymnázium v Praze a poté studoval tamtéž na Německé technické vysoké škole (Deutsche Technische Hochschule in Prag) u profesorů Franze Starcka a Josefa Melana. Po ukončení studia zde působil jako asistent. Později nastoupil jako stavbyvedoucí na stavbě železnice Vinschgaubahn  (Ferrovia della Val Venosta) v Jižním Tyrolsku. V roce 1908 získal doktorát technických věd. V témže roce dne 1. září 1908 dostal stavební koncesi v Praze. V roce 1910 pak obdržel stavitelskou koncesi. Věnoval se především průmyslovým stavbám a v tomto oboru získal mezinárodní pověst.
Dne 16. června 1908 se v pražské Pinkasově synagoze oženil s Wilmou, rozenou Kuh (1887-??).
Během první světové války navrhl jako inženýr Landsturmu dvě továrny na výrobu výbušnin v Blumau a Sollenau v Dolním Rakousku. Podílel se na státních i soukromých stavbách v Německu.
V letech 1908–1933 byl Bruno Bauer autorem 120 patentů v oblasti technologie železobetonových skeletových konstrukcí. Patenty se týkaly především použití válcované oceli různých profilů pro výztuže a dále povrchové úpravy železobetonových skeletů. Bauer byl prezidentem vídeňské komory inženýrů a architektů a stavebním radou.
Kvůli jeho židovskému původu byla jeho kancelář na vídeňské Mariahilferstraße po anšlusu Rakouska v roce 1938 uzavřena a Bauer byl nucen emigrovat do Londýna. Podle sdělení jeho bratra zemřel po vážné operaci dne 21. prosince 1938 v Londýně.

## Dílo

### Stavby na území České republiky

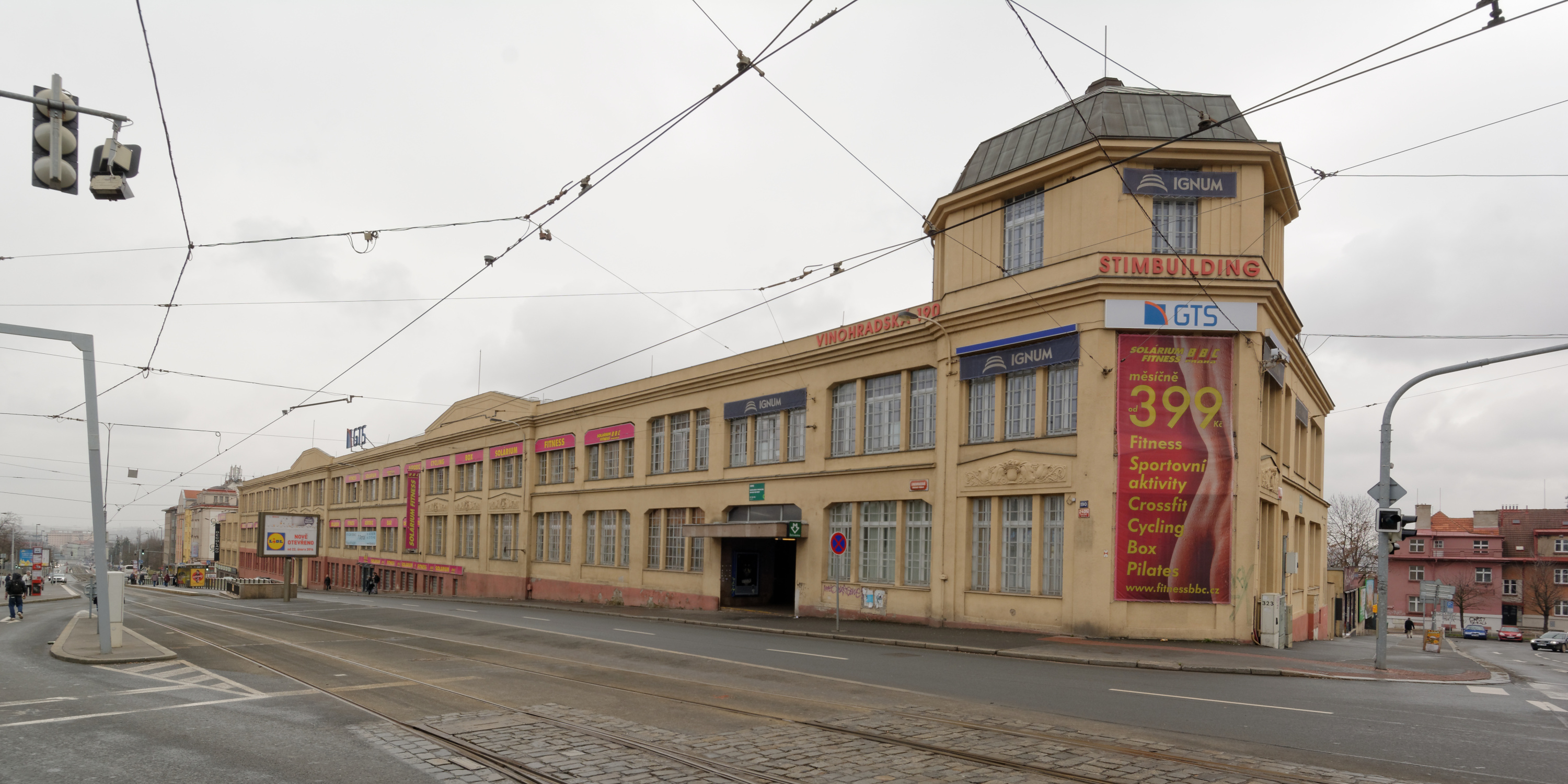
Papírna Ignáce Fuchse, Praha 3 - Vinohrady, čp. 2405, Vinohradská 190

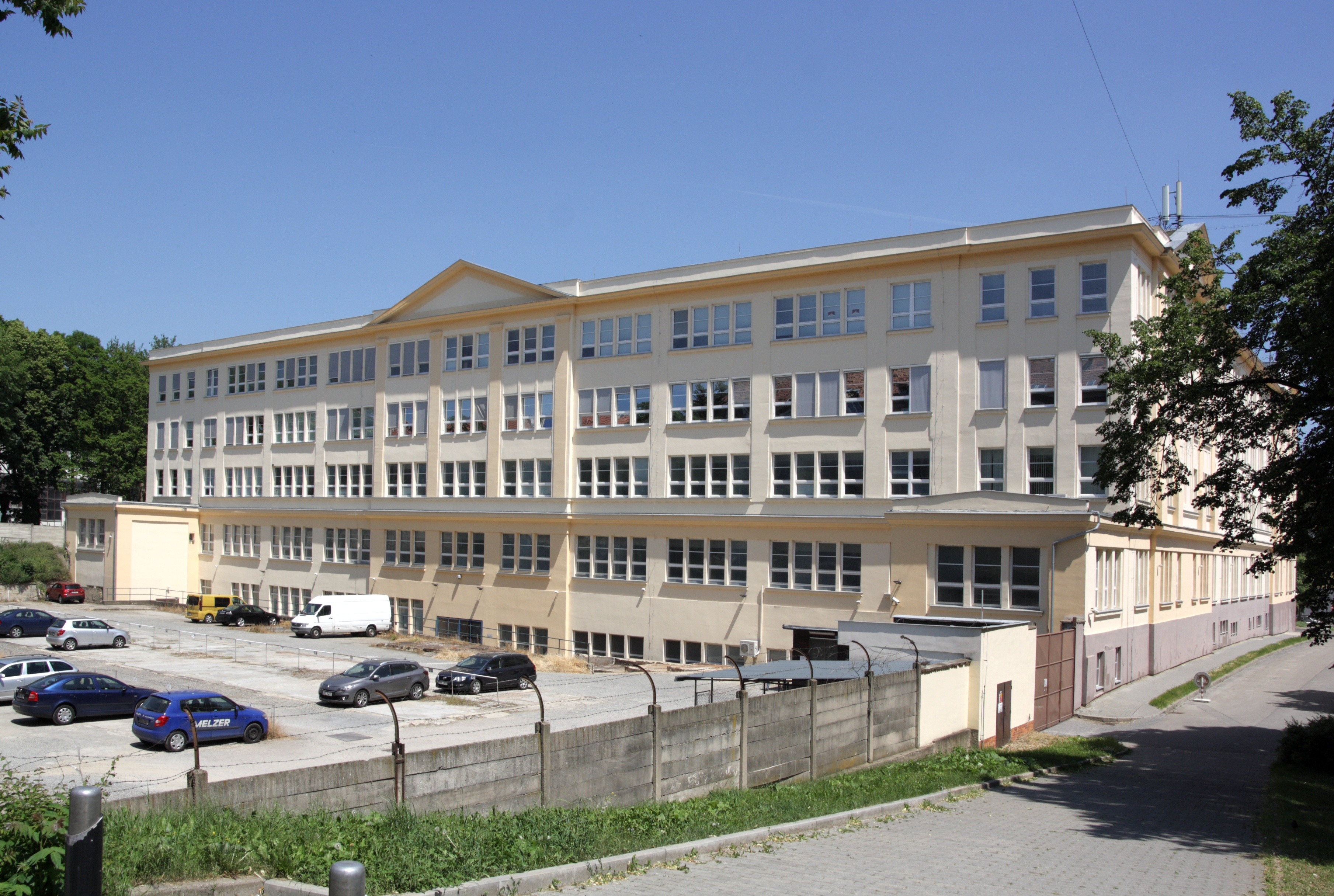
Vojenské konfekční dílny v Brně-Králově Poli, nyní Centrum Šumavská

Na území dnešní České republiky se nachází asi čtyřicet průmyslových objektů projektovaných a postavených Bruno Bauerem. Jsou to například:
- 1908 Továrna Vertex, Hradec Králové (v roce 2013 přebudovaná arch. Davidem Vávrou na Knihovnu města Hradce Králové)[4]
- po roce 1908 továrna na výrobu portlandského cementu, Králův Dvůr[5]
- 1909 Tkalcovna česané příze Hlawatsch & Isbary, Kraslice, Dukelská ulice,[3]
- 1911 Papírna Ignáce Fuchse, Praha 10 – Vinohrady, čp. 2405, Vinohradská třída 188, 190[6][7]
- 1913–1914 Vyrovnávací věž v areálu vodní elektrárny tanvaldské přádelny bavlny.[8]
- 1915 Vojenské konfekční dílny v Brně-Králově Poli[9]
- 1927–1929 Areál textilních továren Sdružené továrny vlněného zboží a. s. (po roce 1948 n. p. Vlněna), Brno–Trnitá, čp. 60, Špitálka 12,[10]
- 1927–1929 Tkalcovna Červenokostelecké a Erlašské přádelny a tkalcovny a. s., Červený Kostelec, Náchodská ulice,[3]